# Chiesa di Sant'Antonio di Padova (Terni)
Il santuario di Sant'Antonio di Padova e dei Santi Protomartiri Francescani è un luogo di culto cattolico di Terni, sede dell'omonima parrocchia inserita nella forania Terni 1.
È generalmente considerato la parrocchia "operaia" a causa della sua posizione, tra la stazione e le acciaierie, che ne fa solitamente meta di lavoratori e, al contempo, un luogo aperto all'accoglienza e alla carità, seguendo lo spirito della comunità francescana.

## Storia
A progettare la chiesa concorsero due valenti architetti: il terziario francescano Aristide Leonori, di cui nel 1933 fu avviata la causa di beatificazione, e padre Mario Mazzarra; nessuno dei due però si aggiudicò il lavoro: infatti l'edificio è opera dell'architetto Cesare Bazzani ed è stato realizzato fra il 1923 e il 1935. Dal 13 giugno 2010, con decreto del vescovo Vincenzo Paglia, è Santuario Antoniano dei protomartiri francescani, ossia i santi martiri Berardo, Ottone, Pietro, Accursio e Adiuto, la cui morte fu motivo della vocazione francescana di sant'Antonio di Padova.

## Descrizione

Interno

Nella chiesa sono conservate le reliquie dei suddetti santi, raffigurati, assieme a scene della loro vita, da una grande tavola di Piero Casentini. Di fronte c'è una reliquia del corpo di sant'Antonio e una tavola sempre di Piero Casentini con una nuova iconografia del Santo di Padova.
Tra le opere presenti si segnalano una tela dipinta a olio raffigurante Santa Rita da Cascia, realizzato nel 1938 dalle Suore Francescane Missionarie di Maria di Roma; un mosaico raffigurante San Francesco d'Assisi, San Luigi IX e Santa Elisabetta d'Ungheria eseguita dalla Scuola Vaticana del Mosaico; una statua di Padre Pio da Pietrelcina eseguita da artisti di Ortisei, in provincia di Bolzano.
La statua in marmo bianco del Sacro Cuore di Gesù è opera dello scultore ternano Guglielmo Colasanti (1889-1944).
La Via crucis in rame sbalzato, come le porte, sono opera di Nadia Lucidi, mentre le ventidue vetrate policrome di Vittorio Cecchi rappresentano temi sacri tra cui le virtù teologali, ossia fede, speranza e carità, episodi della vita di san Francesco, la prudenza e la temperanza, simboli di sant'Antonio quali il giglio, la barca, i libri, i miracoli.